# Tuscarora (Pensilvania)
Tuscarora es un lugar designado por el censo (en inglés, census-designated place, CDP) ubicado en el condado de Schuylkill, Pensilvania, Estados Unidos. Según el censo de 2020, tiene una población de 375 habitantes.

## Geografía
La localidad está ubicada en las coordenadas 40°46′8″N 76°2′16″O / 40.76889, -76.03778 (40.768758, -76.037749). Tiene una superficie de 0.52 km², correspondiente en su totalidad a tierra firme.

## Demografía
Según la Oficina del Censo, en 2000 los ingresos medios de los hogares de la localidad eran de $31,023 y los ingresos medios de las familias eran de $36,923. Los hombres tenían unos ingresos medios de $36,477 frente a $21,442 para las mujeres. Los ingresos per cápita de la localidad eran de $16,455. Alrededor del 7.9% de la población estaba por debajo del umbral de pobreza.
De acuerdo con la estimación 2016-2020 de la Oficina del Censo, los ingresos medios de los hogares de la localidad son de $39,958 y los ingresos medios de las familias son de $57,500. Alrededor del 12.6% de la población está por debajo del umbral de pobreza.